# Rockford Lightning
Rockford Lightning fue un equipo de baloncesto que jugó en la Continental Basketball Association con sede en Rockford, Illinois. Los Lightning es el equipo más antiguo de la CBA, originalmente conocidos como Lancaster Red Roses de Lancaster, Pennsylvania. El equipo cambió su nombre a Lancaster Lightning, y más tarde se trasladó a Baltimore durante un año antes de mudarse definitivamente a Rockford. Su pabellón fue el MetroCentre. Los Lightning fueron finalistas en la temporada 2004-05 de la CBA, perdiendo en las Finales ante Sioux Falls Skyforce por 3-1. 
Los Lightning fueron entrenados por Chris Daleo durante cuatro temporadas antes de su desaparición en 2006. Los Lightning alcanzaron los playoffs en los cuatro que estuvo al mando del equipo. Fue nombrado Entrenador del Año en la campaña 2002-2003 y lideró a los Lightning a las Finales de 2005. Daleo fue seleccionado como entrenador del equipo de la Conferencia Este del All-Star de la CBA en tres ocasiones, y se convirtió en el primer entrenador novato desde 1996 en ser entrenador del All-Star. Durante su última temporada en Rockford, Daleo logró su 100.ª victoria.
El 20 de enero de 2006, el propietario del equipo anunció que los Lightning cesarían sus actividades después de la temporada a menos que otros inversores compraran el equipo. Se hizo un intento para constituir un nuevo grupo de propietarios, pero no hubo éxito y el equipo quebró.

## Jugadores célebres
- Bruce Bowen
- Earl Boykins
- Chris Childs
- Howard Eisley
- Mike James
- David Kornel
- Jamario Moon
- Roger Powell
- Lou Roe
- Craig Hodges